# Ambulyx tattina
Ambulyx tattina là một loài bướm đêm thuộc họ Sphingidae.

## Phân phát
Loài này có ở Thái Lan, Malaysia, Borneo, Sumatra, Java và Philippines.

## Miêu tả

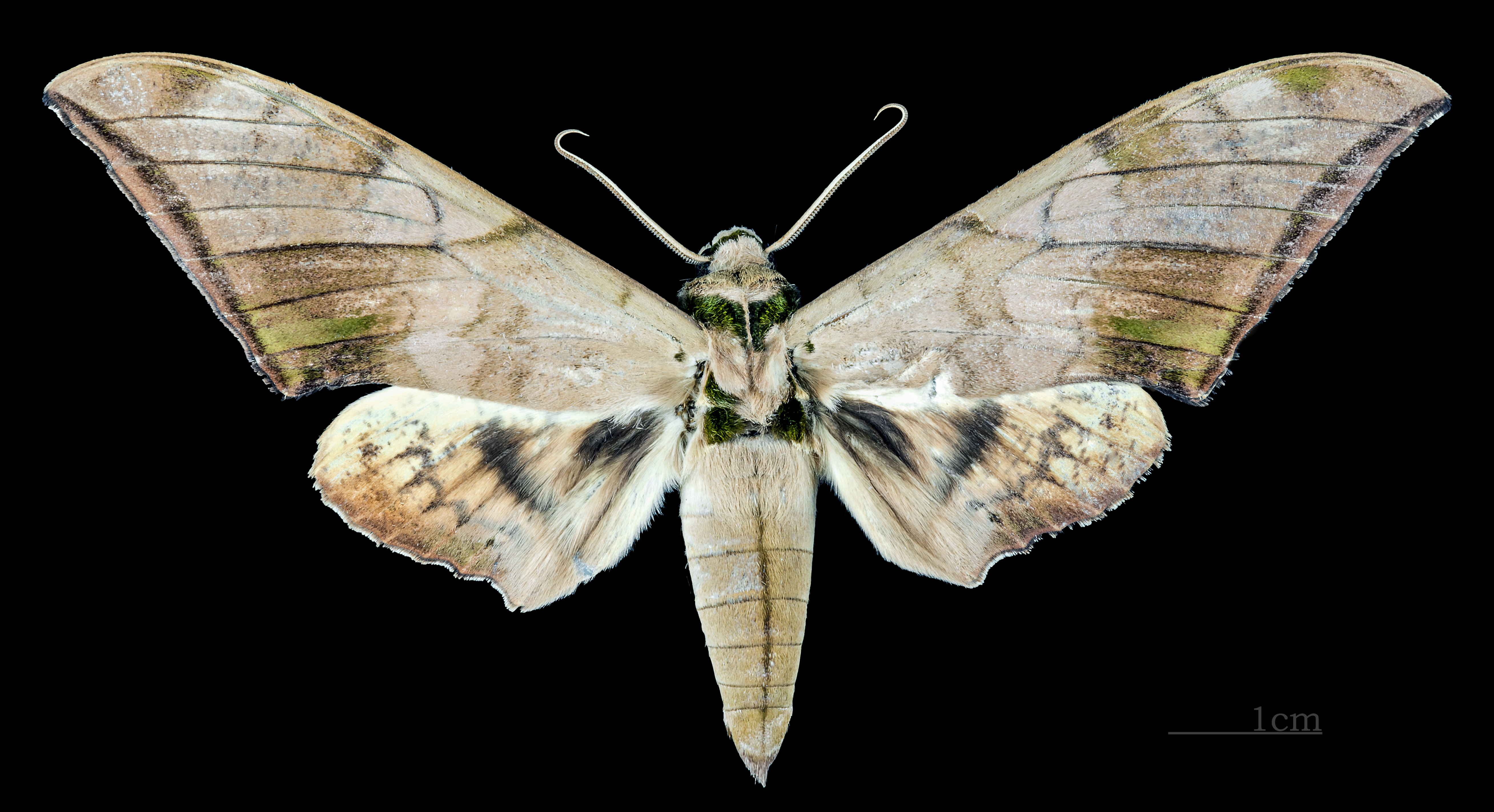
Ambulyx tattina ♂
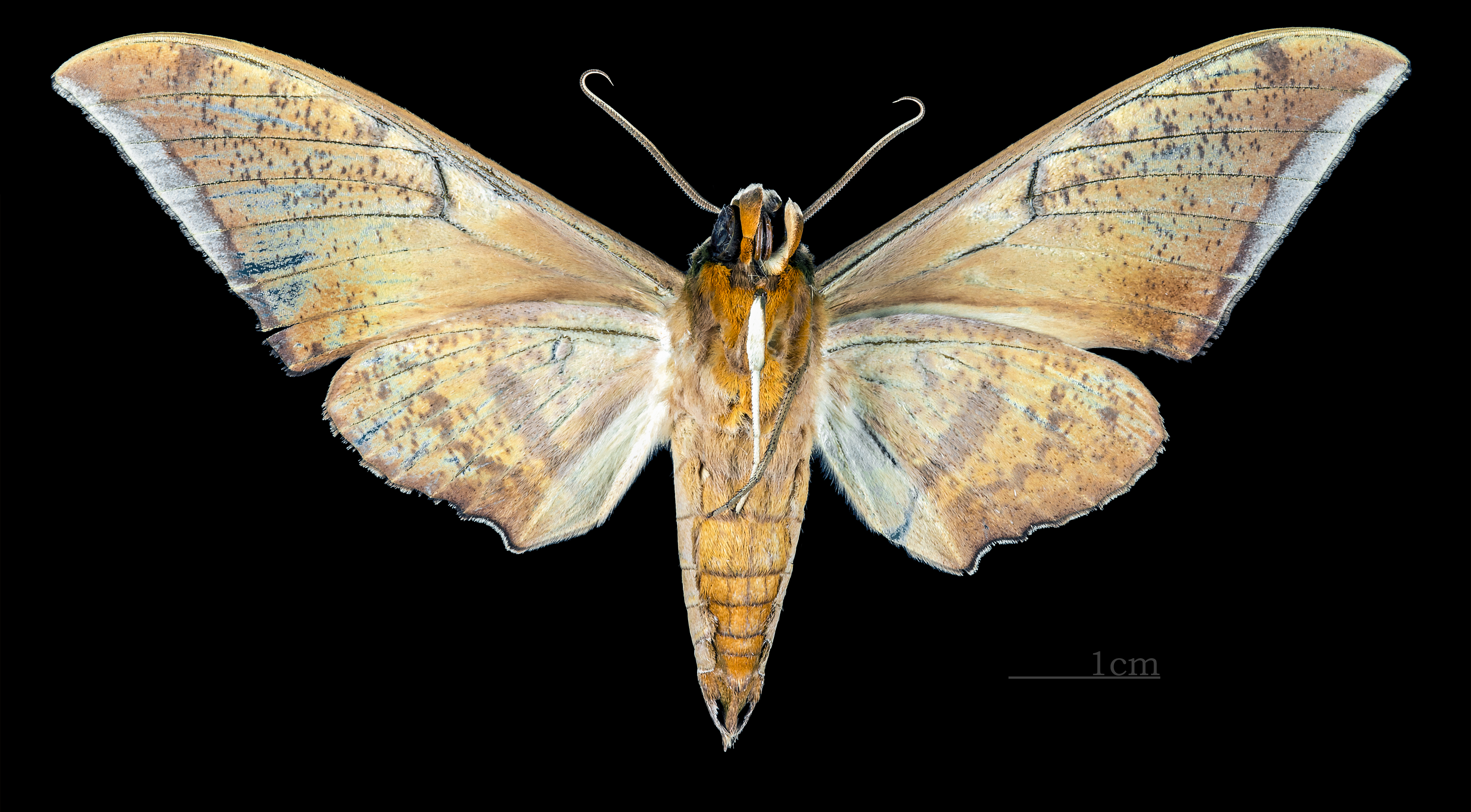
Ambulyx tattina ♂ △
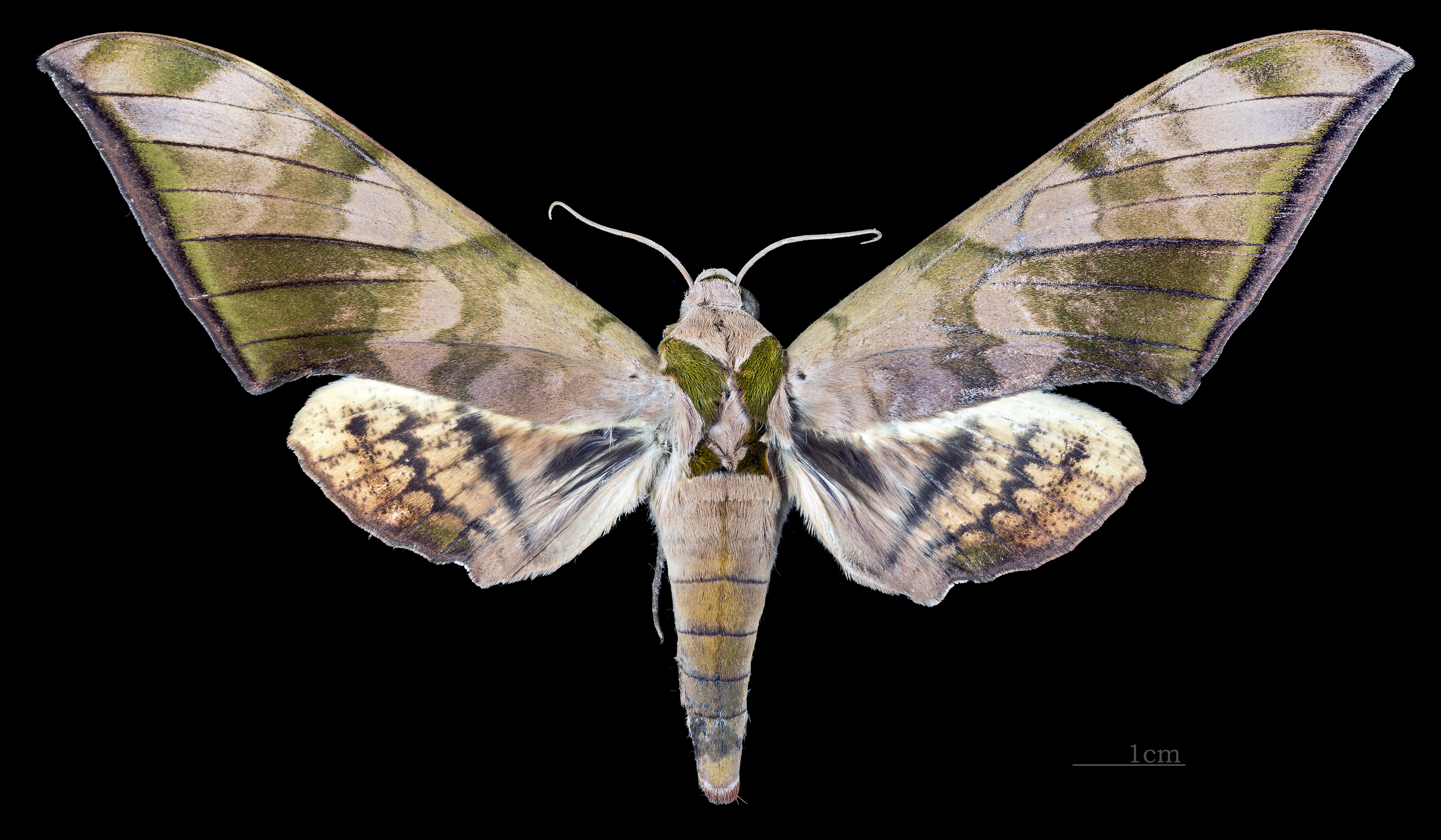
Ambulyx tattina ♀
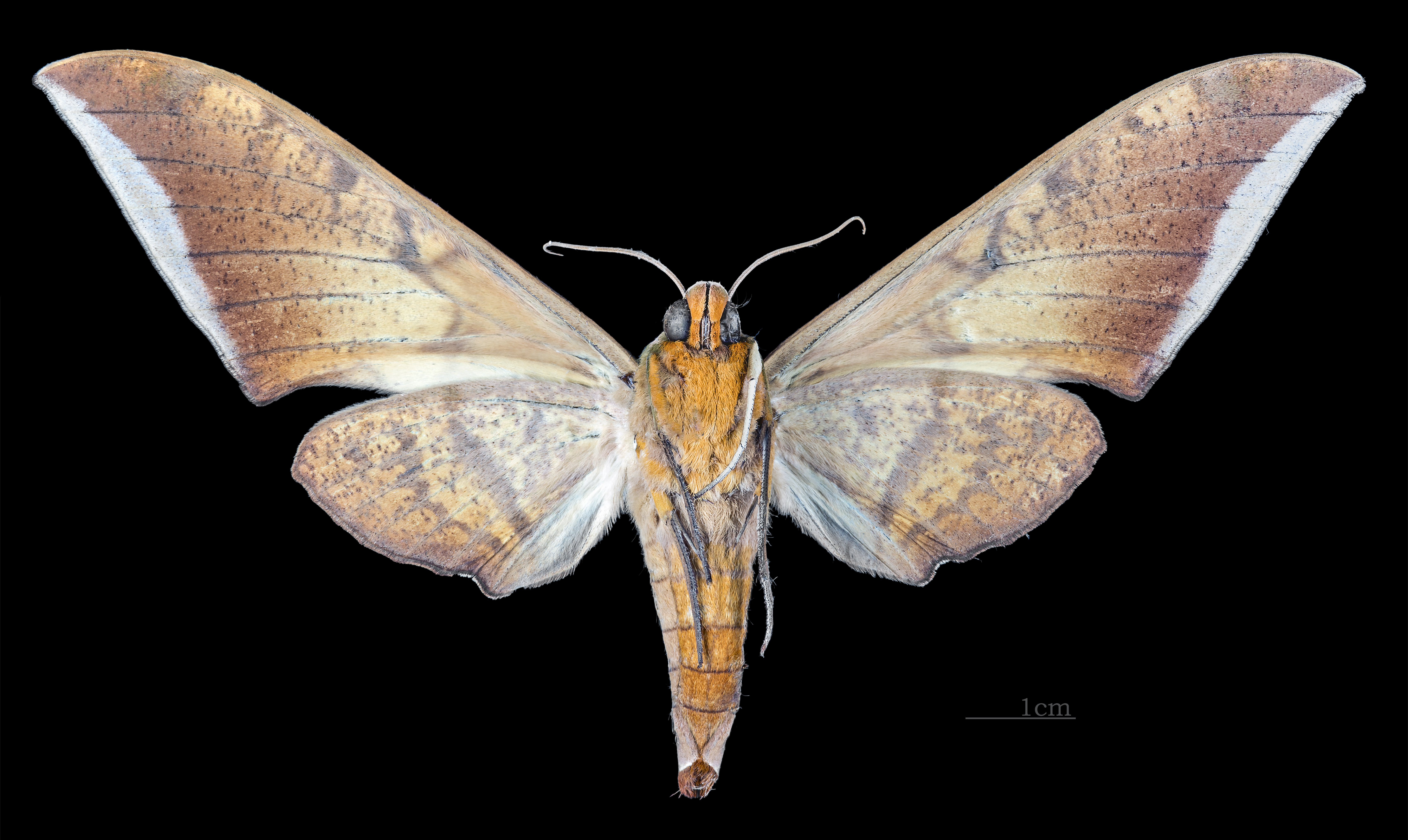
Ambulyx tattina ♀ △

## Phụ loài
- Ambulyx tattina tattina (Thái Lan, Malaysia, Borneo, Sumatra, Java, the Philippines)
- Ambulyx tattina uichancoi (Clark, 1938) (the Philippines)